# حسين البروجردي
اَلسَّيِّدُ حُسَيْنُ بْنُ عَلِيٍّ بْنِ أَحْمَدَ اَلْبُرُوجِرْدِيُّ اَلطَّبَاطَبَائِيُّ (23 مارس 1875 م - 30 مارس 1961 م) (صَفَر 1292 هـ - 13 شَوَّال 1380 هـ) (بالفارسية: سید حسین بروجردی)، الشهير بـاَلْإِمَامِ اَلْبُرُوجِرْدِيُّ. عالِمُ دِينٍ، وفقيهٌ، ومرجعٌ شيعيٌّ إيرانيّ، وٌلٍد في صَفَر 1292 هـ بمدينة بُرُوجِرْد في إيران.

## نسبه
هو: حُسَيْن بنُ عَلِيّ بْنِ أَحْمَد بْنِ عَلِي النَّقِيّ بْنِ جَوَاد بْنِ مُرْتَضى بْنِ مُحَمَّد البُرُوجُرْدِيّ بْنِ عَبْدِ الكَرِيم بْنِ مُراد بْنِ أَسَدِ اللّٰهِ بْنِ جَلَالِ الدِّين بْنِ الحَسَن بْنِ عَلِيّ مَجْدِ الدِّين بْنِ مُحَمَّد قَوَامِ الدِّين بْنِ إِسْمَاعِيل بْنِ عِبَاد بْنِ أَبِي المَكَارِم بْنِ عِبَاد بْنِ أَحْمَد أَبُو المَجْد بْنِ عِبَاد بْنِ عَلِيّ بْنِ حَمْزَة بْنِ طَاهِر بْنِ عَلِيّ الشِّهَاب بْنِ مُحَمَّد العَالِم بْنِ أَحْمَد الشَّاعِر بْنِ مُحَمَّد الأَصْغَر بْنِ أَحْمَد الرَّئِيس بْنِ إِبْرَاهِيم طَبَاطَبَا بْنِ إِسْمَاعِيل الدِّيبَاج بْنِ إِبْرَاهِيم الغَمْر بْنِ الحَسَن المُثَنَّى بْنِ الحَسَن السِّبْط بْنِ عَلِيّ  بْنِ أَبِي طَالِب.

## حياته
وُلِد حسين البُرُوجِرْدِيّ في صَفَر 1292 هـ (مارس 1875 م) في مدينة بُرُوجِرْد في محافظة لُرْستان في إيران. كان والده السيد علي الطباطبائي عالما دينيا في بروجرد، ووالدته (سيدة أغا بيغوم) ابنة السيد محمد علي الطباطبائي.
يعود نسب عائلة البُرُوجِرْدِيّ بعد 32 وسيط إلى الحسن بن علي بن أبي طالب حفيد نبي الإسلام محمد.
التحق حسين البروجردي بالكُتّاب (محل الدراسة التقليدية آنذاك) في سن السابعة ودرس المقدّمات في مدينة بروجرد. وأرسله والده إلى حوزة نور بخش العلمية في بروجرد. ثم انتقل في سنة 1310 هـ إلى أصفهان للاستمرار في الدراسة وحضر درس محمد باقر درجه أي، والميرزا أبو المعالي كلباسي ومحمد تقي المدرس. كما حضر درس الفلسفة عند الآخوند الكاشي وجهانكير خان قشقايي.
وبعد أربع سنوات من الدراسة الحوزوية في بروجرد وفي السابعة والعشرين من عمره توجه إلى النجف عام 1320 هـ لإكمال دراسته الحوزوية، حيث حضر درس الآخوند الخراساني لمدة تسع سنين. ومن أساتذته في النجف السيد كاظم اليزدي وشيخ الشريعة الأصفهاني. وفي عام 1328 هـ نال درجة الاجتهاد من علماء الحوزة العلمية في النجف، ثم عاد إلى بروجرد للتدريس، وفي عام 1364 هـ هاجر إلى قم واستقر بها.
بدأ البروجردي بالتدريس منذ كان في أصفهان، وبعد عودته إلى بروجرد من النجف شرع بتدريس الفقه والأصول، وبناءً على طلب علماء وأهالي قم، قدم إلى حوزة قم، وأخذ يلقي الدروس فيها، بالإضافة إلى انشغاله بأمور المرجعية الدينية والدفاع عنها.

## أساتذته
- فتح الله الأصفهاني
- محمد كاظم الخراساني
- محمد الكاشاني
- محمد كاظم الطباطبائي اليزدي
- محمد الكلباسي

## تلامذته
نذكر منهم ما يلي :
- السيد روح الله الموسوي الخميني
- الشيخ محمد تقي بهجت الفومني
- الشيخ لطف الله الصافي الكلبايكاني
- السيد محمد كاظم الحسيني الشريعتمداري
- الشهيد السيد محمد حسين الحسيني البهشتي
- الشيخ محمد رضا المهدوي الكني
- الشهيد الشيخ مرتضى المطهري
- الشيخ محمد الفاضل اللنكراني
- الشيخ عبد الله الجوادي الآملي
- السيّد علي الحسيني السيستاني
- السيد علي الحسيني الخامنئي
- الشيخ م‍ح‍م‍د ت‍ق‍ي ال‍ج‍ع‍ف‍ري
- الشيخ جعفر السبحاني
- الشيخ إسماعيل الصالحي المازندراني
- الشيخ أبو الفضل النجفي الخونساري
- محمد مهدي الغضنفري الخونساري
- السيد عبد الكريم الموسوي الأردبيلي
- السيد محمد علي العلوي الجرجاني
- الشهيد الشيخ علي أصغر الأحمدي
- الشيخ مرتضى الحائري اليزدي
- السيّد علي المحقق الداماد
- الشيخ جواد التبريزي
- السيد محمد الحسيني الوحيدي

## علاقته مع اينشتاين
لم تكن بين أينشتاين والمرجع الديني آية الله البروجردي علاقة مباشرة؛ إذ لم يقم أينشتاين بزيارة إيران، ولم يزر آية الله بروجردي أميركا قطّ. إلّا أنّه كان هناك من يربط بينهما وهو البروفيسور محمود حسابي؛ فقد كان من جهة تلميذاً لأينشتاين، ومن جهة أخری كان يزور آية الله بروجردي كثيراً. ينقل البروفيسور حسابي قصة تكشف عن هذه العلاقة قائلاً:« حضرتُ آية الله بروجردي يوماً وقد كانت نظرية النسبية لأينشتاين آنذاك معروفة في الأوساط العلمية، فطلب آية الله بروجردي منّي أن أشرح له هذه النظرية، فقدّمتُ له شرحاً مجملاً عنها، فأخذ بطرح أسئلة دقيقة عن تلك النظرية وكنتُ أنا أيضاً أردُّ عن أسئلته. ثمّ قال لي: أبلغ سلامي إلی السيد أينشتاين وقل له بأنّه قد تمكن من فتح رؤية من علم الفيزياء إلی عالم ما بعد الطبيعة». تدلّ هذه القصة علی وجود علاقة بينهما ولو بحدّ نقل رسائل بواسطة الدكتور حسابي. علی أيّ حال إنّ مسألة وجود علاقة بين أينشتاين وآية الله بروجردي لا تزال لغزاً لم يتم حلّه. فمن جهة لا يمكن رفض تلك العلاقة رفضاً تامّاً؛ إذ إنّنا نعلم بأنّه كان بينهما علاقة ولو بحدّ نقل رسائل بواسطة البروفيسور حسابي، ثم هناك أقوال تُنسب اليوم إلی أينشتاين وآية الله بروجردي تدلّ علی أنّها ليست من صنع شخصيّات أخری، ويقف علی ذلك كلّ من له معلومات في الفلسفة والكلام الإسلاميّ. و من جهة أخری ليست هناك أدلّة كافية لإثبات تلك العلاقة، ولا يمكن الاعتماد علی مجرد هذه الشواهد في الوصول إلی نتيجة تامّة.

## أقوال العلماء فيه
قال الشهيد الشيخ المطهري:

{كان للسيد اطلاع واسع في تاريخ الفقه، ونهج الفقهاء القدماء والمتأخرين وآرائهم، بالإضافة إلى تخصصه في علمي الحديث والرجال من أهل الفريقين الخاصة والعامة، أما عن القرآن الكريم، فقد كان شغوفاً به، وبحفظه وتلاوته، والعلم بتفاسيره وعلومه، مضافاً إلى ذلك إحاطته بدقائق التاريخ الإسلامي}.

## مشاريعه
نذكر منها ما يلي:
- إرسال المبلغين إلى الخارج بعنوان ممثلين له للقيام بدور التبليغ الإسلامي في دول العالم، وكان لهذا المشروع الناجح الأثر البالغ في التصدي لموجات التبشير المسيحي، التي كانت تعمل ليل نهار على تحريف الفكر الإسلامي، والثقافة الإسلامية لدى المسلمين.
- قيامه بفتح المدارس الابتدائية والثانوية، ووضعها تحت إشراف أساتذة متدينين، لكي يقوموا بتخريج جيل مسلم مسلح بقواعد العلم ومقوِمات الدين، وقام بتمويل تلك المدارس من الأموال الشرعية التي كان يحصل عليها.
- بناؤه مسجد الأعظم، المجاور لمرقد السيدة فاطمة المعصومة في قم.

## مؤلفاته
- حاشية على مبسوط الشيخ الطوسي.
- أسانيد كتاب من لا يحضره الفقيه.
- حاشية على نهاية الشيخ الطوسي.
- حاشية على كفاية الأصول.
- حاشية على العروة الوثقى. هذا الكتاب حاشيةٌ على كتاب «العروة الوثقى» لمحمد كاظم الطباطبائي اليزدي.
- أسانيد كتاب علل الشرائع.
- أسانيد كتاب الاستبصار.
- تجريد أسانيد التهذيب.
- أسانيد كتاب الخصال.
- أسانيد كتاب الخصال.
- جامع أحاديث الشيعة.
- أسانيد كتاب الأمالي.
- أسانيد رجال الكشي.
- تجريد أسانيد الكافي.
- تقريرات ثلاثة.
- بيوت الشيعة.
- الطبقات.
- توضيح المسائل، هذا الكتاب هو رسالته العملية لمقلديه باللغة الفارسية.

## وفاته
توفي في الثالث عشر من شوّال 1380 هـ، ودفن بالمسجد الأعظم، في قم.